# Germania romana

Mapa de la provincia romana de Germania Superior con respecto al resto del Imperio.

Mapa de la provincia romana de Germania Inferior con respecto al resto del Imperio.

Leyenda de la distribución militar romana en el Rin.

Germania romana es una denominación historiográfica para la zona conquistada por los romanos dentro de la más amplia zona conocida como Germania. 

## Historia
Inicialmente el emperador Augusto quiso crear la provincia de Germania, con capital en Colonia, pero la derrota de Varo en el año 9, hizo que sus planes fueran cancelados y los romanos se retiraron al oeste del Rin. Después del 9, la "Germania romana" del primer siglo del imperio estaba formada por dos provincias: la Germania Superior y la Germania Inferior, que se extendían hasta el río Rin y que administrativamente fueron incorporadas a la diócesis de las Galias en el siglo IV.
En época de Domiciano, los romanos volvieron a conquistar parte de los territorios de Germania con la ocupación de los Campos Decumanos, agregada a la provincia Germania Superior.  
Otras provincias posteriormente de habla alemana, que se formaron en territorio al sur del limes del Danubio, como la Retia, el Nórico y Panonia, no eran germánicas en época romana, sino habitadas por otros pueblos (helvecios, retos, vindélicos, nóricos, panonios).

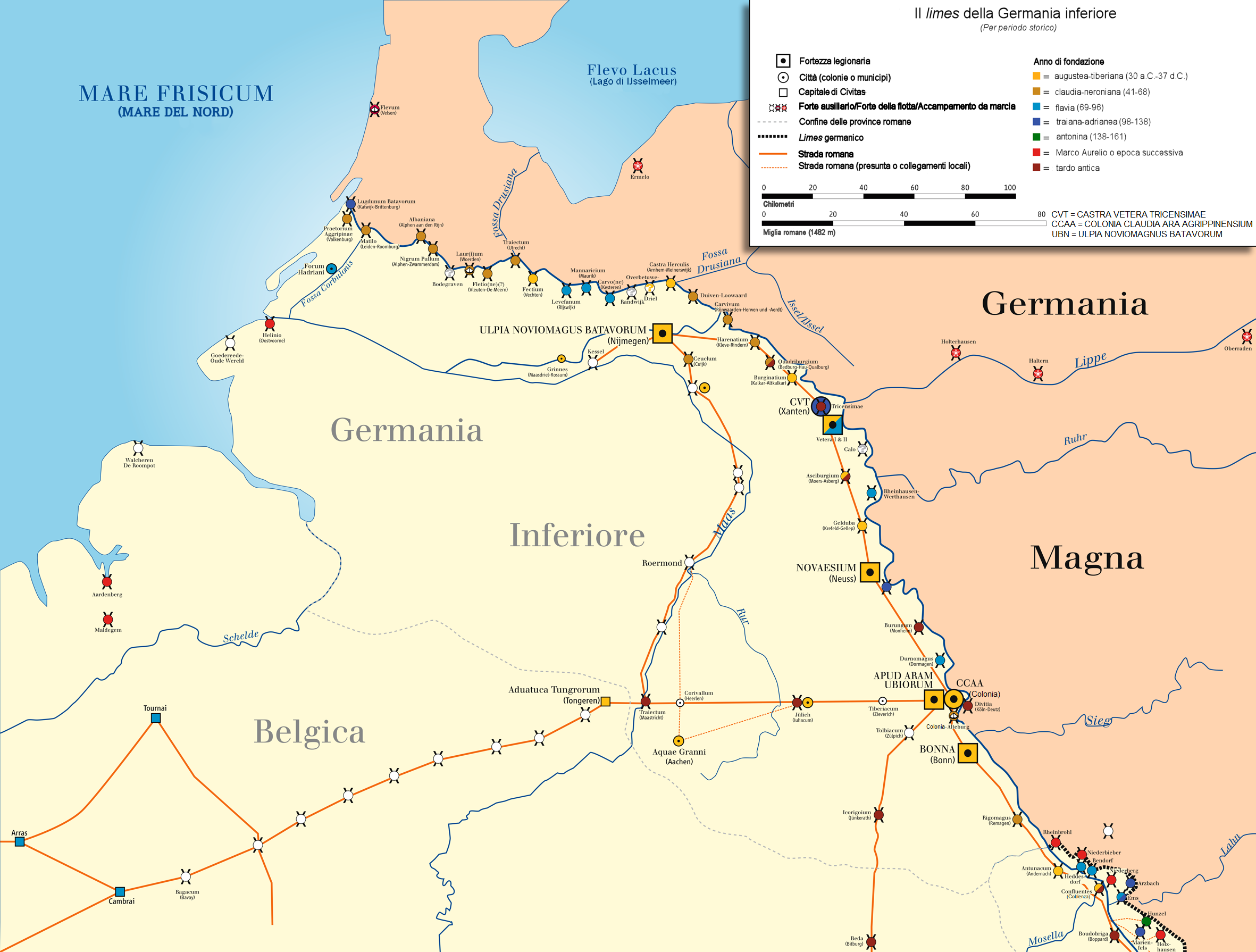
Limes de la Germania inferior
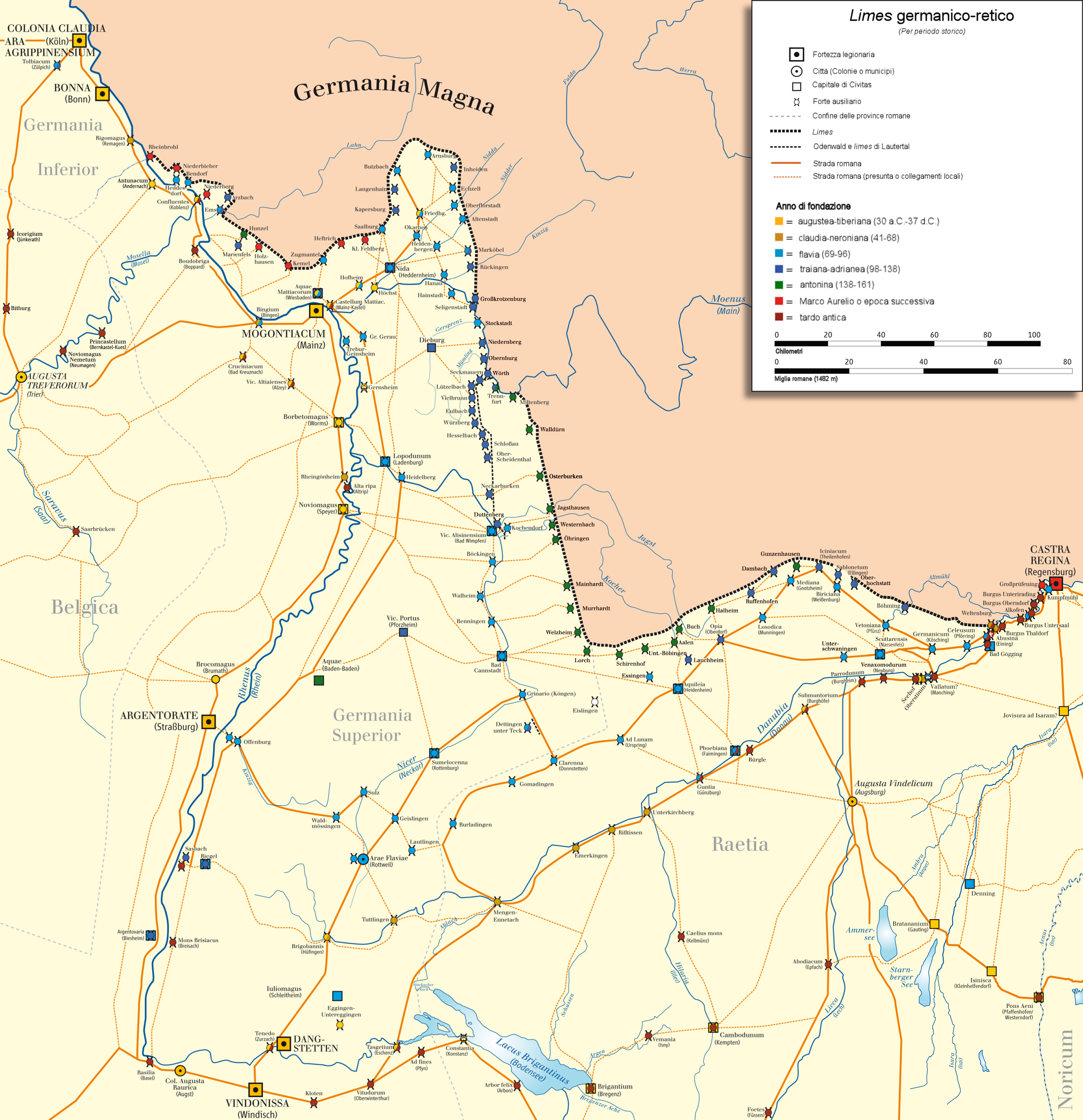
Limes de la Germania superior y de Retia
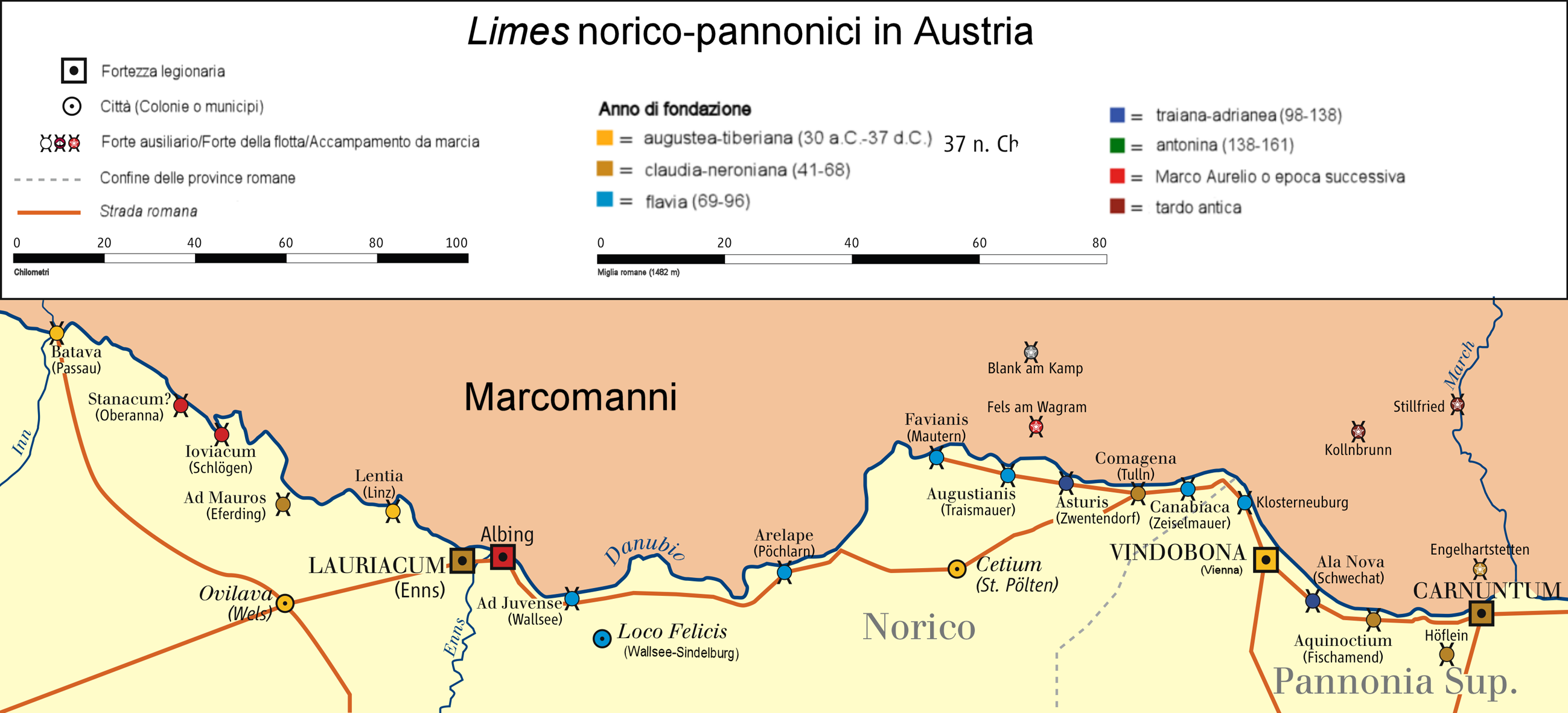
Limes del Nórico y Pannonia superior
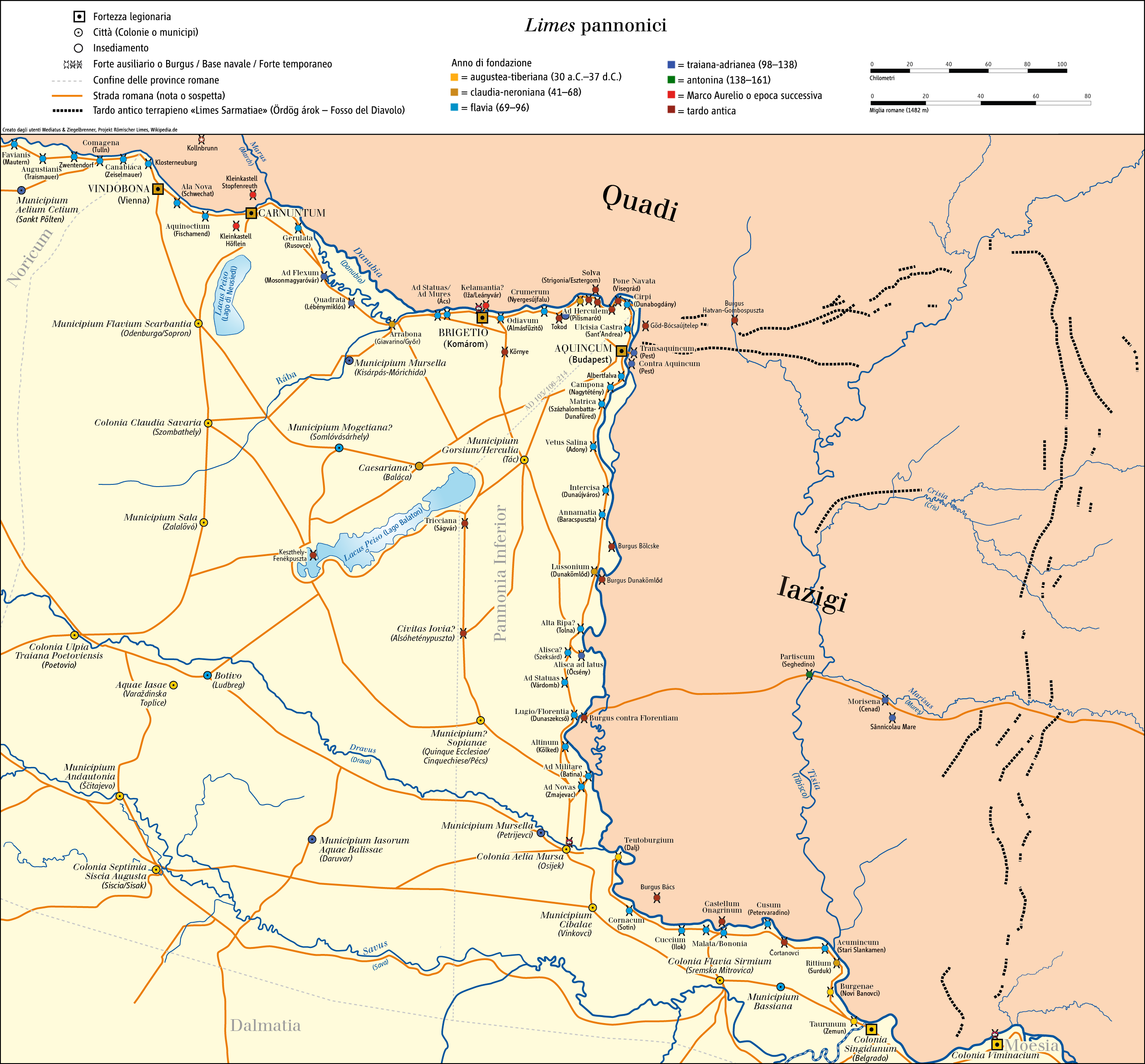
Limes de Pannonia inferior.